# Plor na mBan
W mitologii iryjskiej Plor na mBan (wym. plor-na-man) - co oznacza kwiat kobiecości - była piękną córką Oisína i Niamh.